# Yolanda Díaz Pérez
Yolanda Díaz Pérez (Fene, 6 mei 1971) is een Spaans politica. Sinds januari 2020 is zij minister van arbeid en sociale economie en sinds juli 2021 is ze tevens tweede vicepremier van Spanje. Díaz begon haar politieke loopbaan bij de Spaanse communistische partij PCE en is daarna tijd lid geworden van Izquierda Unida, waar ze ook partijvoorzitter van is geweest. In het voorjaar van 2022 heeft ze haar eigen platform opgericht, sumar, waarmee ze deel zal nemen aan de volgende parlementsverkiezingen. Sumar is een lijstverbinding tussen 15 linkse partijen, waaronder haar eigen partij Izquierda Unida en Podemos.

## Biografie
Yolanda Díaz is dochter van Suso Díaz, activist binnen de PCE die tevens voorzitter van Comisiones Obreras in Galicië is geweest. Beide organisaties waren tijdens de dictatuur van Franco verboden.
Yolanda Díaz is afgestudeerd in de rechten aan de Universiteit van Santiago de Compostella. Vanaf 1998 had ze haar eigen advocatenkantoor in Ferrol, gespecialiseerd in arbeidsrecht.

### Lokale politiek
In 2005 was Díaz kandidaat voor het presidentschap van de regio Galicië namens de partij waar ze in die tijd in het landelijke bestuur zat, Izquierda Unida. Bij die verkiezing wordt het de vierde partij. Twee jaar later, in 2007,  voert ze de lijst aan voor dezelfde partij tijdens de gemeenteraadsverkiezingen in Ferrol. Ze haalt 14,19% van de stemmen en na het bereiken van een akkoord met de socialisten en de BNG, een regionalistische partij, wordt ze er de eerste locoburgemeester. Als deze lokale coalitie in 2008 uit elkaar valt, blijft ze de woordvoerder van IU in de gemeenteraad. 
In december 2008 steunt ze Cayo Lara in zijn kandidatuur als landelijk partijvoorzitter, die op dat moment door het partijcongres wordt herkozen. Díaz zelf is vanaf dat moment verantwoordelijk voor sociale politiek binnen het landelijke bestuur van de partij. Al die tijd blijft ze gewoon werkzaam in haar eigen advocatenkantoor.
Bij de verkiezingen voor het regionale Galicische parlement in 2009 is ze opnieuw lijsttrekker voor de regionale afdeling van IU en kandidaat voor het presidentschap van de regio. Deze keer haalt ze geen enkele zetel. Drie jaar later neemt ze deel aan die verkiezingen als aanvoerder van een lijstverbinding van verschillende linkse partijen, waarbij ze 9 zetels haalt. Daarna zit ze als vicewoordvoerder in het regionale parlement, tot 2015, als ze de sprong waagt naar de nationale politiek. 

### Congreslid
Bij de parlementsverkiezingen van 2015 wordt Díaz tot congreslid verkozen in het Congres van Afgevaardigden in Madrid. Ze neemt deel aan een regionale Galicische lijstverbinding tussen verschillende regionale linkse formaties, ondanks aanmerkelijke tegenstand tegen deze verbinding in haar eigen achterban. De lijst, En Marea genaamd, komt in het congres met 6 leden. Omdat dit niet voldoende blijkt voor een eigen fractie en om niet op te gaan in de grupo mixto, besluiten de zes leden deel uit te maken van de fractie van Podemos. Binnen die fractie krijgt En Marea volledige zelfstandigheid. 
In 2017 stapt ze uit het regionale bestuur van Izquierda Unida in Galicië en in 2019 stapt ze zelfs helemaal uit die partij. Wel blijft ze lid van de communistische partij, PCE. Vanaf dat moment werkt ze actief mee aan het opbouwen van een nationale organisatie aan de linkerzijde van de socialistische partij PSOE.

### Minister van Werk en Sociale Economie
Na een politiek onstabielere tijd tussen 2018 en 2020 sluiten de fracties van Podemos en PSOE na de parlementsverkiezingen in november 2019 een coalitie-overeenkomst, en vanaf januari 2020, bij het officiële begin van de veertiende legislatuurperiode wordt Yolanda Díaz minister van arbeid en sociale economie in de regering-Sánchez II. In die functie weet ze een aantal grote veranderingen door te voeren waardoor ze snel in populariteit stijgt.
Als minister vaardigt ze in maart 2019 regels uit die bedrijven verplichten de uren van hun werknemers precies bij te houden, om onbetaald overwerk, tot dat moment meer de regel dan een uitzondering in Spanje, tegen ta gaan. Aan het einde van dat jaar slaagt ze er bovendien in het minimumsalaris te verhogen met de grootste verhoging sinds de democratische overgang in de jaren '70 van de 20e eeuw. In 2020 en 2021 geeft ze met veel succes vorm aan de arbeidswetgeving rondom de lockdowns en betaalt de overheid de lonen door van werknemers die tijdelijk werkloos thuis komen te zitten tijdens de coronapandemie, door middel van de regeling van de zogenaamde ERTEs. 

### Vicepremier
In maart 2021 kondigt Podemos-voorman Pablo Iglesias aan terug te treden uit de landelijke politiek en zich kandidaat te stellen voor het presidentschap van de regio Madrid door lijsttrekker te worden voor zijn partij in de regionale verkiezingen in die regio. Ze vervangt hem als derde vicepremier van het land in de regering-Sánchez II. Als premier Pablo Sánchez in 2021 zijn kabinet wijzigt, wordt ze tweede vicepremier. Al die tijd blijft ze ook gewoon minister van arbeid en sociale economie. 
In 2022 lukt het haar een belangrijke hervorming van de arbeidswetgeving door te voeren. Omdat ze het bij coalitiepartner PSOE niet gedaan krijgt de laatste hervorming, uit de tijd van de conservatieve premier Rajoy, op te schorten, worden de ergste uitwassen van die hervorming beperkt. Zo wordt het aantal tijdelijke contracten beperkt, en kan er enkel nog een tijdelijk contract afgesloten worden als het gaat om seizoensarbeid of om werk op projectbasis. Een van de belangrijkste vernieuwingen zit hem in de manier van tot stand komen van de hervormingen: door middel van overleg met de werkgeversorganisatie (Confederación Española de Organizaciones Empresariales, CEOE) en de belangrijkste vakbonden (veertig jaar na het ontstaan van het poldermodel in Nederland). Wel krijgt ze tijdens het tot stand komen van deze hervormingen het regelmatig aan de stok met andere ministers in het kabinet van Sánchez. 

### Sumar
Vanaf november 2021 kondigt ze een project aan om op een andere manier linkse politiek te gaan bedrijven, wat begint met luisteren naar de samenleving. Dit project begint met een evenement in Madrid waarop ze vrouwelijke politici uit recent ontstane politieke bewegingen uitnodigt, waaronder Ada Colau, burgemeester van Barcelona en partijleidster van Barcelona en Comú, Monica Oltra, minister van gelijkheid en vicepresidente in de Regio Valencia en partijleidster van Compromís en Mónica García, oppositieleidster in de regio Madrid en partijleidster van Más Madrid.
In mei 2022 geeft ze haar nieuwe beweging de werknaam "sumar" en reist ze door heel Spanje om naar Spanjaarden door het hele land te luisteren en haar project vorm te geven met het oog op de volgende parlementsverkiezingen. 

## Privéleven
Díaz is in 2004 getrouwd en heeft een dochter.